# Roberto Mosquera
Roberto Mosquera (21 de junho de 1956) é um ex-futebolista peruano. Ele competiu na Copa do Mundo FIFA de 1978, sediada na Argentina, na qual a seleção de seu país terminou na oitava colocação dentre os 16 participantes.

## Títulos

### Como jogador
Sporting Cristal
- Campeonato Peruano: 1979 e 1980

San Agustín
- Campeonato Peruano: 1986

### Como treinador
Sporting Cristal
- Campeonato Peruano: 2012 e 2020

Binacional
- Campeonato Peruano: 2019